# Naturschutzgebiet Züschener Wald
Das Naturschutzgebiet Züschener Wald ist ein 344,03 ha großes Naturschutzgebiet (NSG) südwestlich von Züschen und südöstlich von Mollseifen im Stadtgebiet von Winterberg. Das Gebiet wurde 2008 mit dem Landschaftsplan Winterberg durch den Hochsauerlandkreis als NSG ausgewiesen. Das Waldgebiet gehört zum Naturraum Ziegenhelle. Zusammen mit dem Naturschutzgebiet Hallenberger Wald im Stadtgebiet von Hallenberg, das im Südosten direkt angrenzt, und dem südwestlich angrenzenden Naturschutzgebiet Bergland Wittgenstein (Stadt Bad Berleburg, Kreis Siegen-Wittgenstein), die im gleichen Naturraum liegen, ist es auch als FFH-Gebiet Hallenberger Wald unter DE-4817-301 ausgewiesen. Das Naturschutzgebiet Walsbachtal, das Naturschutzgebiet Berkmecke-Talsystem und das Naturschutzgebiet Ahretalsystem grenzen im Norden direkt ans NSG Züschener Wald.

## Gebietsbeschreibung
Beim NSG handelt es sich um einen bewaldeten Höhenrücken, wobei das NSG durch ein Grünlandtal in zwei Teile geteilt wird. Der höchste Berg im NSG ist der Zwistberg mit 744 m Höhe. Die Ziegenhelle mit 815 m Höhe liegt knapp außerhalb des NSG. Im NSG finden sich hauptsächlich Rotbuchen- und Rotfichtenwälder. Es finden sich verschiedene Buchen- und Schluchtwaldgesellschaften im NSG.

## Schutzzweck
Das NSG soll den Wald mit seinem Arteninventar schützen. Wie bei allen Naturschutzgebieten in Deutschland wurde in der Schutzausweisung darauf hingewiesen, dass das Gebiet „wegen der Seltenheit, besonderen Eigenart und Schönheit des Gebietes“ zum Naturschutzgebiet erklärt wurde.